# Krzysztof Wisłocki
Krzysztof Jerzy Wisłocki (ur. 1955) – prof. dr hab. inż., prof. zw. Politechniki Poznańskiej. Pracownik naukowy w Zakładzie Napędów Alternatywnych na Wydziale Inżynierii Lądowej i Transportu, Politechniki Poznańskiej, na stanowisku profesora zwyczajnego.

## Życiorys
Od roku 2012 sprawował funkcję Prodziekana do spraw Rozwoju i Współpracy Międzynarodowej na Wydziale Inżynierii Transportu (dawniej: Maszyn Roboczych i Transportu) Politechniki Poznańskiej. W 1986 roku uzyskał stopień doktora na podstawie dysertacji zatytułowanej „Analiza efektów regulacji odpustowej parametrów doładowania na charakterystyki trakcyjne turbodoładowanych silników spalinowych”. Po uzyskaniu doktoratu odbył praktyki przemysłowe oraz uzyskał stypendia naukowe i odbył staże badawcze w Akwizgranie (Niemcy) oraz w instytucie badawczym AVL w Grazu. W 2004 roku uzyskał habilitację na podstawie pracy „Studium zastosowania badań optycznych w analizie procesów wtryskiwania i spalania w silnikach o zapłonie samoczynnym”. 28 lipca 2014 roku otrzymał tytuł profesora zwyczajnego. W latach 1992–1993 wykładał w Instytucie Budowy Pojazdów w Wolfsburgu (Niemcy), co później kontynuował przez 38 lat w Poznaniu dla grup studenckich z Niemiec. Między 2011 a 2015 rokiem prowadził zajęcia na Wydziale Mechaniki, Energetyki i Lotnictwa Politechniki Warszawskiej, a także wielokrotnie w Krakowie i Częstochowie. Od wielu lat prowadzi również kursy z metodologii badań naukowych oraz technik redagowania publikacji naukowych.
Wypromował 4 doktorów, ponad 100 inżynierów i magistrów, w tym wielu studentów z zagranicy. Jego główne obszary zainteresowań badawczych obejmują budowę i eksploatację maszyn, transport drogowy oraz silniki spalinowe i lotnicze. Od 2005 roku skupia się na badaniach dotyczących procesów tworzenia mieszanki, inicjowania i rozwoju spalania, analizie rozkładu temperatur w komorze spalania oraz zjawiskach związanymi z tzw. „zimnym spalaniem”. Ponadto prowadzi badania z zakresu historii techniki, w szczególności dotyczące rozwoju silników cieplnych, pojazdów oraz ewolucji doktryny muzealnej w kontekście dziedzictwa sztuki inżynieryjnej. Jest autorem lub współautorem 7 monografii i rozpraw, około 200 artykułów naukowych, w tym około 80 w językach obcych, a także posiada 5 patentów, w tym amerykański i niemiecki. W ciągu ostatnich lat kierował lub uczestniczył w wielu projektach badawczych, w tym międzynarodowych konsorcjach Unii Europejskiej oraz projektach realizowanych dla podmiotów zagranicznych.
Jest członkiem założycielem Polskiego Instytutu Spalania, a obecnie pełni funkcję w Komisji Rewizyjnej tej organizacji. Od 2006 roku zajmuje stanowisko w Zarządzie Polskiego Towarzystwa Naukowego Silników Spalinowych. Od roku 2010 zasiada w Radzie Naukowej Instytutu Badań i Rozwoju Motoryzacji Bosmal. Od 2011 roku jest również członkiem Rady Muzeum Rolnictwa i Przemysłu Spożywczego w Szreniawie, gdzie obecnie pełni funkcję zastępcy przewodniczącego. Dodatkowo, jest członkiem Rady Dyscyplin Naukowej Inżynieria Lądowa i Transport na Politechnice Poznańskiej.

## Odznaczenia
- Złoty Krzyż Zasługi (2015)[7],
- Medal Komisji Edukacji Narodowej[6].

## Monografie
- Wisłocki K.: Napędy lotnicze. Podstawy, systematyka, historia, konstrukcja. Wydawnictwo Politechniki Poznańskiej: Poznań, Polska, 288 s. (2023).
- Wisłocki K. (red.): Samochód rolniczy Tarpan – idea, historia, znaczenie. Poznańskie Towarzystwo Przyjaciół Nauk; Narodowe Muzeum Rolnictwa i Przemysłu Rolno-Spożywczego w Szreniawie: Poznań, Polska; Szreniawa, Polska, 268 s. (2023).
- Wisłocki K. (red.): Problemy konserwacji i zachowania zbiorów muzealnych. Poznańskie Towarzystwo Przyjaciół Nauk, Muzeum Narodowe Rolnictwa i Przemysłu Rolno-Spożywczego w Szreniawie: Poznań-Szreniawa, Polska, 328 s. (2022).
- Wisłocki K. (red.): Zachowanie i konserwacja zbiorów muzealnych. Poznańskie Towarzystwo Przyjaciół Nauk, Muzeum Narodowe Rolnictwa i Przemysłu Rolno-Spożywczego w Szreniawie: Poznań-Szreniawa, Polska, 364 s. (2021).
- Wisłocki K.: Metodologia i redakcja prac naukowych. Wydawnictwo Politechniki Poznańskiej: Poznań, Polska, 160 s. (2013).
- Wisłocki K. (red.): Optimal methods in the research of internal combustion engines and other papers: proceedings. ARS Nova Publishing House, Proceedings of Thermal Processes Research Group: Poznań, Poland (2013).
- Wisłocki K.: Studium wykorzystania badań optycznych do analizy procesów wtrysku i spalania w silnikach o zapłonie samoczynnym. Wydawnictwo Politechniki Poznańskiej, Rozprawy / Politechnika Poznańska: Poznań, Polska, 278 s. (2004).

## Życie prywatne
Jego ojcem był prof. zw. dr hab. Jerzy Wisłocki – historyk państwa i prawa, archiwista, wydawca i działacz społeczny.